# Urgencz
Urgencz (uzb. Urganch, uzb. cyr. Урганч; ros. Ургенч, Urgiencz) – miasto w południowo-środkowym Uzbekistanie, w dolinie Amu-darii, nad kanałem Shovot, siedziba administracyjna wilajetu chorezmijskiego. W 2016 roku liczyło ok. 136,6 tys. mieszkańców. Ośrodek przemysłu maszynowego, włókienniczego, jedwabniczego, odzieżowego, spożywczego i materiałów budowlanych. W mieście działa instytut pedagogiczny oraz teatr.

## Historia
Miasto zostało założone w XVII wieku przez imigrantów ze Starego Urgenczu (obecnie Köneürgenç w północnym Turkmenistanie) – niszczonej w 1221 roku przez Mongołów i w 1388 roku przez Timura stolicy Chorezmu, która po najazdach nie odzyskała dawnego znaczenia i popadła ostatecznie w ruinę. Przez długi czas funkcjonowało jako miejscowość targowa z niewielką twierdzą. Do 1929 roku miasto nosiło nazwę Nowourgencz (Yangi Urganch).

## Urodzeni w Urgenczu
- Anna German – polska piosenkarka i kompozytorka